# Geodia cylindrica
Espèce
Synonymes
- Geodinella cylindrica (Thiele, 1898)

Geodia cylindrica est une espèce d'éponges de la famille des Geodiidae présente dans les eaux méridionales du Japon dans l'océan Pacifique.

## Taxonomie
L'espèce est décrite par  le biologiste allemand Johannes Thiele en 1898. En 1903 elle est transférée dans le genre Geodinella (Lendenfeld, 1903), dont elle devient le taxon type, puis réintégrée dans le genre Geodia lorsque Geodinella est finalement reconnu comme un synonyme de Geodia,.